# Acalypha macularis
Acalypha macularis é uma espécie de flor do gênero Acalypha, pertencente à família Euphorbiaceae.